# ایتالیا در المپیک تابستانی ۱۹۶۰
ایتالیا در بازی‌های المپیک تابستانی ۱۹۶۰ که در شهر رم ایتالیا برگزار شد، کاروان ایتالیا با ۲۸۰ ورزشکار در این رقابت‌ها شرکت کرد و موفق به کسب ۳۶ مدال (۱۳ طلا، ۱۰ نقره، ۱۳ برنز) شد. در جدول رتبه‌بندی توزیع مدال‌ها، ایتالیا در ردهٔ ۳ مسابقات قرار گرفت.